# AEG N.I
Dérivé de l'AEG C.IV, l'AEG N.I était un biplan de bombardement de nuit commandé en décembre 1916 à 100 exemplaires, et fabriqué selon les sources à 37 ou 100 exemplaires. Les deux premiers appareils arrivèrent au front en octobre 1917.
En comparaison du C.IV, le N.I voyait sa structure renforcée pour supporter une charge de 300 kg de bombes ; la mitrailleuse de capot était supprimée. Jusqu'à preuve du contraire, aucune source ne confirme que le moteur du N.I fut différent de celui du C.IV.  
Fiable et efficace, le N.I fut utilisé par groupe de deux ou trois appareils pour effectuer des raids de courte portée derrière les lignes ennemies. Quelques-uns furent utilisés comme appareils écoles. 
Plusieurs furent utilisés après-guerre pour le transport de colis ou de passagers.